# دنیس واورو
دنیس واورو (انگلیسی: Denis Vavro؛ زادهٔ ۱۰ آوریل ۱۹۹۶) بازیکن فوتبال اهل اسلواکی است که در وولفسبورگ بازی می‌کند.
از باشگاه‌هایی که در آن بازی کرده‌است می‌توان به باشگاه فوتبال ژیلینا، باشگاه ورزشی لاتزیو، و باشگاه فوتبال کپنهاگن اشاره کرد.
وی همچنین در تیم‌های ملی فوتبال زیر ۲۱ سال اسلواکی، و اسلواکی بازی کرده‌است.